# Cmd.exe
cmd.exe je shell v operačním systému Microsoft Windows poskytující v tomto systému rozhraní příkazového řádku. Ve starších verzích Windows a v systému MS-DOS stejnou funkci plnil program COMMAND.COM.
Příkazový řádek umožňuje ovládat počítač pomocí textových příkazů (bez použití myši) a pro mnoho lidí, především pokročilejších uživatelů, může oproti grafickému rozhraní nabízet vyšší produktivitu.

## Příklady příkazů
- dir – výpis obsahu aktuálního adresáře (podle anglického directory, adresář)
- cd – změna aktuálního adresáře (podle anglického change directory, změň adresář)
- set – nastavení proměnné prostředí
- echo – výpis textu na obrazovku, na standardní výstup
- help – nápověda
- cls – smazání obrazovky (podle anglického clear screen, vyčisti obrazovku)

### CMD barvy
- color nápověda pro změnu barvy
- color 0    černá barva
- color 1    modrá barva

- color 2    zelená brava
- color 3    světle modrá (Aqua)
- color 4   červená barva
- color 5   fialová
- color 6   žlutá
- color 7   bílá (Klasická)
- color 8  šedá

## Vzhled
Microsoft Windows [Version 10.0.19041.985]
(c) Microsoft Corporation. Všechna práva vyhrazena.

C:\Windows\System32>_

### CMD Hello World
```
@
echo
 off

title
 Hello World

echo
 Hello World 

pause

```